# Xã-thành phố thống nhất
Xã-thành phố thống nhất (tiếng Anh: Consolidated city-township) là thuật ngữ để chỉ bất cứ thành phố hay khu tự quản nào được kết hợp với một xã dân sự.

## Tiểu bang New York
Năm xã cùng tồn tại với một làng đơn lẻ của chúng: Green Island trong Quận Albany; East Rochester trong Quận Monroe; và Scarsdale, Harrison và Mount Kisco trong Quận Westchester. Khi một thực thể như thế được hình thành, các viên chức của cả hai đơn vị chính quyền có thể phục vụ cùng lúc cho chính quyền làng hay chính quyền xã. Một cuộc trưng cầu dân ý được tổ chức để quyết định xem cư dân muốn chọn hình thức chính quyền kiểu làng hay kiểu thị trấn.